# Xiangqi
Xiangqi (kaldes også kinesisk skak) er et to-mands kinesisk strategisk brætspil, som ligner vestens skak, japanske shogi og ligner mest det koreanske spil janggi. Xiangqi og janggi kan spilles med det samme bræt og brikker - den største forskel er nok at xiangqi-brættet har en flod i midten, som elefantbrikken ikke kan krydse, mens janggi ikke har nogen flod.
Spillet er meget gammelt. Allerede omkring 1500 f.v.t. spillede man i Kina en forløber for Xiangqi. Ligesom skak anses spillet for at stamme fra et ældre indisk brætspil med navnet chaturanga. Det er i dag meget populært i Kina og i Vietnam, hvor det i sidstnævnte kaldes co tuong (cờ tướng).

## Spillets karakteristika
Spillet afbilder et slag mellem to hære, hvor formålet er at fange fjendens general (konge). Spillet er bl.a. kendetegnet ved, at en af spillebrikkerne er en kanon (pao), som må foretage et spring for at fange en anden brik; en regel, som forbyder generalerne at stå direkte overfor hinanden; områder på spillepladen, som kaldes henholdsvis "floden" og "paladset", og som begrænser nogle brikkers muligheder for bevægelse, men forbedrer andres; og placeringen af brikkerne på spillelinjernes skæringspunkter i stedet for på selve felterne.

## Historie
Et spil kaldet "xiangqi" bliver omtalt og dateret til De stridende staters tid; ifølge teksten Shuo Yuan (說苑/说苑) fra det sidste århundrede inden år 0, så var det en af Lord Mengchang af Qis interesser. Men reglerne på gemmet er ikke beskrevet, og det har ikke nødvendigvis haft noget at gøre med det moderne spil. Kejser Wu af det Nordlige Zhou skrev en bog i år 569 kaldet Xiang Jing. Dette værk beskrev reglerne på spil kaldet xiangqi eller xiangxi (象戲/象戏) der havde et astronomisk tema. Ordet xiàngqí 象棋 bliver normalt oversat som "elefantspil" eller "figurspil", da det kinesiske skrifttegn 象 betyder "elefant" eller "figur"; det stammer fra en stiliseret tegning af en elefant, og det blev brugt til at skrive et ord er betød figur, sandsynligvis fordi de to ord blev udtalt på samme måde.
Af disse årsager har Murray fremsat en teori om at "i Kina overtog [skak] brætspillet og navnet på spillet blev kaldt 象棋  med betydningen 'astronomisk spil', der repræsenterede de umiddelbare bevægelser som astronomiske objekter der kan ses med det blotte øje på nattehimlen, og den tidligste kinesiske reference til 象棋 betød Astronomisk Spil og ikke kinesisk skak". Tidligere spil kaldet xiàngqí kan være baseret på himmellegemers bevægelse. Sammenhængen mellem 象 og astronomi er dog minimal, og stammer fra et stjernebillede kaldet "figurer" i astronomisk kontekst, hvor andre meninger af "figur" var mindre sandsynlig. Denne brug har fået nogle historiske kinesiske forfattere til at fremsætte teorier om at spillet 象棋 startede som en simulering af astronomi.
Til a underbygge sin teori citerede Murray en gammel kinesisk kilde, der beskriver at i den ældre version af xiangqi (som moderne xiangqi kan have baseret nogle af reglerne på) kunne spillebrikkerne bliver blandet, hvilket ikke sker i det moderne skak-relaterede xiangqi. Murray skrev også at i oldtidens Kina var der mere end ét spil kaldet xiangqi.
En alternativ hypotese går på at xiangqi var baseret på rækkerne af tropper i De stridende staters tid. Eksempelvis argumenterer David H. Li argumenterer for at spillet blev udviklet af Han Xin i vinteren 204-203 f.v.t. som forberedelse til det forestående slag. Hans teori er dog blev modsagt af andre skakforskere. Den tidligere beskrivelse af spillets regler stammer fra historien "Cén Shùn" (岑順) i værket Xuanguai lu (玄怪錄), der blev skrevet i midten af Tang-dynastiet.
Med den økonomiske og kulturelle udvikling iQing-dynastiet startede xiangqi en ny fase. Mange forskellige skoler og spillere blev fremherskende. Med udbredelsen af xiangqi blev der udgivet mange bøger og manualer om spilteknikker. De spillede en vigtig rolle i at popularisere xiangqi og forbedre teknikker til spiller til moderne tid. Værket Encyclopedia of Chinese Chess Openings om den vestlige spilstil blev skrevet i 2004.

## Brættet
Man spiller med 32 brikker, 16 på hver side af floden. Den ene hær er blå, grøn eller sort og den anden er normalt rød. De to hære er ens. Brik for brik, men de kinesiske skrifttegn symboliserer ord eller sætninger, der kendetegner hver hær. Brættet udgøres af et net på 9 x 10 linjer, som danner 90 punkter. Brikkerne bevæger sig på skæringspunkterne. Linjerne afbrydes af et mellemrum kaldet "floden", som påvirker de to brikker soldaten og elefanten. På hver side af floden findes et stort X, som repræsenterer de to, 9 punkt store paladser. To af brikkerne kan ikke bevæge sig udenfor fæstningen, kejseren og rådgiveren.

## Brikkerne
Brikkerne kan opdeles i fire grupper: dem som ikke kan flyttes udenfor paladset; dem som ikke kan krydse floden; dem som kan krydse floden og dem som bliver opgraderede ved at krydse floden.
- Kejser/General
- Rådgiver/Mandarin
- Elefant
- Hest/Ridder
- Tårn/Vogn
- Kanon
- soldat

1. Kan ikke flyttes udenfor paladset:
Kejser (eller general), rød 帥, sort 將: Flyttes et punkt horisontalt eller vertikalt. Aldrig diagonalt.
Rådgiver (eller mandarin), rød 仕, sort 士: Flyttes et punkt diagonalt.
2. Kan ikke krydse floden:
Elefant (rød elefant kaldes også minister), rød 相, sort 象: Flyttes to punkter diagonalt. Kan ikke hoppe over brikker.
3. Kan krydse floden:
Hest, rød 傌, sort 馬: Flyttes et punkt horisontalt eller vertikalt og derefter et punkt diagonalt i samme retning (aldrig i omvendt rækkefølge). I modsætning til vesterlandsk skak, kan hesten i kinesisk skak ikke hoppe over brikker.
Tårn (eller vogn), rød 俥, sort 車: Flyttes vertikalt eller horisontalt over hele brættet. Kan ikke hoppe over brikker.
Kanon (eller katapult), rød 炮, sort 砲: Flyttes som tårnet, men slår brikker på en speciel måde: Ved at hoppe over én brik (enten egen brik eller modstanderbrik) kan den slå næste brik i samme linje uanset hvor langt væk denne brik befinder sig. Kanonen kan ikke hoppe over en brik, hvis den ikke samtidig slår (og kan ikke slå en brik uden at hoppe over).
4. Opgraderes ved at krydse floden:
Soldat, rød 兵, sort 卒: Bevæger sig et punkt vertikalt inden floden krydses. Derefter kan man vælge, om soldaten skal bevæge sig et punkt vertikalt eller et punkt horisontalt. Soldaten kan ikke bevæge sig baglæns og forvandler sig ikke, når den når den sidste række af punkter. Når den har nået den sidste række, han den kun rykke horisontalt. En anden forskel mellem bønder i vesterlandsk skak og soldaten er, at soldaten ikke flyttes diagonal, for at slå en anden brik.

Brikkernes placering i startopstillinger er følgende:
Nederste række: Tårn, hest elefant rådgiver, kejser, rådgiver, elefant, hest og tårn. På tredje række står begge kanoner og på rækken foran dem de fem soldater. Se billede for startposition.

Brikkernes relative værdi': Brikkernes værdi afhænger naturligvis i høj grad ud fra spillets aktuelle situation. Generelt kan man dog rent skematisk opstille det nogenlunde på denne måde:
Tårn: 9. Tårnet er den stærkeste brik, og det er vigtig hurtigt at få dem med ud i spillet.
Kanon: 4-5. Kanonen er en vigtig angrebsbrik, i særdeleshed i begyndelsen af spillet eller midterspillet. I takt med at brikkernes antal formindskes under spillet reduceres kanonens brugbarhed imidlertid, fordi der bliver færre brikker at springe hen over.
Hest: 4. Til forskel fra hvad der gælder for kanonen, øges hestens værdi i takt med at brikkerne forsvinder, fordi hesten med færre brikker på brættet har et friere spillerum og ikke så let kan blive udsat for blokering.
Elefant: 2. Det er tit en fordel at have elefanterne sammenkoblet, så de kan beskytte hinanden. Mistes den ene elefant reduceres den andens værdi ofte.
Rådgiver: 2. Rådgiverne beskytter kejseren mod angreb, i særdeleshed angrebene fra tårne.
Soldat: 1-2. Den højere værdi er efter passage af floden. Soldatens værdi er ganske lav og det er langt fra nogen katastrofe, at miste en eller flere soldater.

Øvrige regler: Begge kejsere kan ikke stå "ansigt mod ansigt", det vil sige stå overfor hinanden uden at der er en brik imellem. Kejserne udøver på denne måde en fjernpåvirkning af hinanden, som ikke sjældent benyttes når man sætter en modstander mat.
"Gentaget træk" resulterer som i vesterlandsk skak i remis og er ikke tilladt i Xiangqi. Det er således ikke tilladt fx at skakke kejseren frem og tilbage i en såkaldt evig skak. Normalt må den som er den angribende part, dvs. den som truer, bryde med gentagelsesmønstret.
Hvis en spiller ikke kan foretage noget træk, er spillet tabt for denne spiller. En såkaldt pat (skak) indebærer derfor ikke remis, som i vesterlandsk skak.
Det er normal standard, at rød foretager første træk.